# Maschane suavis
Maschane suavis är en fjärilsart som beskrevs av Jones 1912. Maschane suavis ingår i släktet Maschane och familjen tandspinnare. Inga underarter finns listade i Catalogue of Life.